# Bahnhof Almelo
Der Bahnhof Almelo ist der größte Bahnhof der niederländischen Stadt Almelo. Der Bahnhof wird täglich von 6544 Personen (2024) genutzt. Er ist zentraler Knotenpunkt im städtischen öffentlichen Personennahverkehr (ÖPNV). Am Bahnhof verkehren nationale Regional- und Fernverkehrszüge sowie der grenzüberschreitende Intercity von Berlin nach Amsterdam.

## Geschichte
Der Bahnhof wurde am 18. Oktober 1865 mit der Bahnstrecke Almelo–Salzbergen eröffnet. Die Verbindung nach Zwolle folgte 1881. 1893 bekam der Bahnhof ein neues Bahnhofsgebäude. Die Bahnstrecke nach Mariënberg kam im Jahr 1906 hinzu. Sein heutiges Aussehen nach einem Entwurf von Koen van der Gaast erhielt der Bahnhof in 1962.

## Streckenverbindungen
Folgende Linien halten im Jahresfahrplan 2022 am Bahnhof Almelo:
| Zugtyp                                      | Linienverlauf | Frequenz                                                                |
| ------------------------------------------- | --- | ----------------------------------------------------------------------- |
| Intercity (NS International/DB Fernverkehr) | Amsterdam Centraal – Amersfoort Centraal – Deventer – Almelo – Hengelo – Bad Bentheim – Rheine – Osnabrück Hbf – Hannover Hbf – Berlin Hbf – Berlin Ostbahnhof | zweistündlich                                                           |
| Intercity                                   | Schiphol Airport – Amsterdam Zuid – Amersfoort Centraal – Deventer – Almelo – Hengelo – Enschede                                                               | stündlich                                                               |
| Intercity                                   | Den Haag Centraal – Gouda – Utrecht Centraal – Amersfoort Centraal – Deventer – Almelo – Hengelo – Enschede                                                    | stündlich                                                               |
| Intercity (Keolis)                          | Zwolle – Almelo – Hengelo – Enschede | stündlich (Blauwnet; fährt nur an Werktagen und nur tagsüber)           |
| Sprinter                                    | Apeldoorn – Deventer – Almelo (– Hengelo – Enschede) | halbstündlich (fährt nur in der HVZ über Hengelo nach Enschede)         |
| Sprinter (Keolis)                           | Zwolle – Almelo – Hengelo – Enschede | halbstündlich (Blauwnet)                                                |
| Stoptrein (Arriva)                          | Almelo – Mariënberg – Hardenberg | stündlich (Blauwnet; fährt in der HVZ und samstagmittags halbstündlich) |